# Гелексі сайнс фікшн
«Гелексі сайнс фікшн» (англ. Galaxy Science Fiction, укр.: Наукова фантастика Галактики) — журнал наукової фантастики, який випускався в США з 1950 по 1980 рік.

## Історія
Журнал заснувала італійська компанія World Editions, яка планувала увірватися на американський ринок. Компанія найняла редактором Горація Леонарда Голда, який швидко зробив Galaxy провідним науково-фантастичним журналом свого часу, орієнтуючись на розповіді соціальної спрямованості замість технологічної.
Голд опублікував багато відомих творів під час свого перебування на посаді редактора, в тому числі «Пожежного» Рея Бредбері (який став основою «451 градус за Фаренгейтом»), «Лялькарів» Роберта Гайнлайна і «Людини без обличчя» Альфреда Бестера. 1952 року журнал придбав Роберт Гуїнн, його друкар. До кінця 1950-х років Фредерик Пол допомагав Голду з більшістю аспектів підготовки журналу. Коли стан здоров'я Голда погіршав, Пол остаточно взяв на себе обов'язки редактора, що офіційно відбулося наприкінці 1961 року.
За редакцією Пола Galaxy продовжив успішну діяльність, регулярно публікуючи відомих письменників-фантастів, таких як Джек Венс, Гарлан Еллісон, Роберт Сілверберг і Кордвайнер Сміт. Проте Пол ніколи не вигравав премію Г'юго за керівництво Galaxy, отримавши замість цього Г'юго разом зі своєю сестрою за журнал «If». 1969 року Гуїн продав Galaxy Universal Publishing and Distribution Corporation і Пол пішов у відставку, його мав замінити Еджлер Якобсон. Однак під редакцією Якобсона якість журналу погіршала. Вона відновилася до колишнього рівня при Джимі Бейні, який взяв на себе управління в середині 1974 року, але коли він пішов наприкінці 1977 року якість знову впала і виникли фінансові проблеми: автори не отримували вчасно гонорари та графік публікацій став нерегулярним. До кінця 1970-х журнал востаннє продали Вінсенту Маккефрі, який видав тільки один випуск 1980 року. Коротке відродження як напівпрофесійного журналу відбулося в 1994 році під редакцією сина Голда; було випущено вісім номерів з перервою у два місяці між випусками.

## Редактори
- Г. Л. Голд (жовтень 1950 — жовтень 1961)
- Фредерік Пол (грудень 1961 — травень 1969)
- Еджлер Якобсон (липень 1969 — травень 1974)
- Джим Бейн (червень 1974 — жовтень 1977)
- Джон Джеремі Пірс (листопад 1977 — березень-квітень 1979)
- Хенк Стайн (червень-липень 1979 — вересень-жовтень 1979)
- Флойд Кемске (літо 1980)

## Значення
На своєму піку Galaxy володів великим впливом в області наукової фантастики. Він вважався одним з провідних журналів цього жанру майже з самого початку і його вплив не зменшуватися до відходу Пола в 1969 році. Голд приніс «складні інтелектуальні тонкощі» в науково-фантастичний журнал, Фредерик Пол потім говорив, що «після появи Galaxy неможливо було продовжувати залишатися наївними». Історик НФ Девід Кайл погоджується, зазначивши, що з «усіх повоєнних редакторів найвпливовішим, поза всяким сумнівом, був Г. Л. Голд». Кайл приходить до думки, що новий напрямок Голда неминуче призвів до появи експериментальної «Нової хвилі», яка визначає науково-фантастичний літературний рух 1960-х років.